# 赫特冰川
71°43′S 26°35′E / 71.717°S 26.583°E
赫特冰川是南極洲的冰川，位於東部南極洲的毛德皇后地，處於南龍達訥山脈地區，全長11公里，由挪威的製圖師根據空中照片繪入地圖。